# Pont de Nyons
Pour les articles homonymes, voir Pont sur l'Ouvèze.
Le pont de Nyons est un pont routier en maçonnerie situé dans la ville de Nyons, dans le département de la Drôme en région Rhône-Alpes. Avec une voûte d'une portée de 40,5 mètres, cet ouvrage fait partie des ponts en maçonneries à grandes voûtes.

## La construction (milieu XIVe– débutXVesiècle)
Elle intervient alors que le petit bourg de Nyons vient de connaître une remarquable expansion. Au vieux noyau féodal perché sur la butte rocheuse des Forts, se sont ajoutés deux nouveaux quartiers : le bourg neuf autour de la place des Arcades et un faubourg à l'est. C'est à l'extrémité de ce dernier, à l'endroit où la vallée de l'Eygues se rétrécit qu'il est envisagé de construire un pont sur ce cours d'eau torrentiel et difficile à franchir, sur les plans des frères du Saint-Esprit.
Le problème du financement est résolu par un prélèvement du vingtième des récoltes (le vingtain) et également par des dons et legs encouragés par les évêques de Vaison-la-Romaine et de Valence, et Die qui accordent des indulgences aux donateurs.
Selon les historiens de Nyons, la construction a commencé en 1341 mais pendant un demi-siècle, les travaux n'ont guère avancé (en 1361, le Nyonsais Thibaud de Noyx ne réussit pas dans sa tentative), seules les culées de part et d'autre de la rivière ayant été édifiées. En mars 1398, un contrat est conclu avec Guillaume de Pays, carrier et charpentier de Romans qui s'engage à construire « bien  et convenablement » le pont d'une seule arche entre les deux « piles » déjà existantes, pour la somme de 1200 florins d'or. De son côté, la communauté nyonsaise s'engage à fournir vivres et logement ainsi que matériaux et journées de travail nécessaires ; en 1400, elle renouvelle sa confiance à l'artisan romanais (manuscrit de prix fait rédigé en latin conservé aux archives municipales de Nyons).
Terminé sans doute avant 1405, le pont est inauguré en grande pompe en 1409 par l'évêque de Vaison. Jusqu'au XIXe siècle, une tour de péage était placée au centre du pont.

## Caractéristiques techniques
- Arche en demi cercle un peu aplati à la clef, de 40,50 m d'ouverture et de 19 m de hauteur. Épaisseur à la clef, 1 m environ ;
- voûte en grand appareil formée de blocs calcaires disposés de champ ;
- largeur hors tout : 3,95 m (2 cannes, mesure de l'époque), largeur chaussée, 3,25 m ;
- à la base, protection assurée par deux éperons triangulaires ;
- passage voûté ménagé dans la culée de gauche  à 3,50 m au-dessus de la rivière ; « il faut passer sous le pont de Nyons avant de passer dessus » ;
- Massive tour carrée érigée au sommet du pont pour percevoir le péage et fermer l'accès à la ville ;
- de part et d'autre de la tour, pentes très fortes (plus de 10 %), ce qui interdit le passage des voitures attelées.

## Transformations auXIXesiècle
Pendant quatre siècles le pont est resté inchangé si l'on excepte les réparations des dommages causés par les crues de l'Eygues. Vers 1850, la tour qui le surmonte est détruite et quelques années plus tard, ses accès sont modifiés pour le rendre accessible aux voitures mais celles-ci ne peuvent pas s'y croiser. Jusqu'à la construction, en 1970, d'un nouveau pont à l'aval (Pont de l'Europe), il est resté le seul pont permettant de franchir l'Eygues sur le territoire de la commune de Nyons.

## Le pont roman aujourd'hui
Toujours emprunté par les automobiles, il n'en reste pas moins par son ancienneté, sa hardiesse et ses qualités esthétiques, un des éléments majeurs du patrimoine architectural nyonsais (le pont est classé au titre des monuments historiques le 8 octobre 1925). En 2009, son sixième centenaire a été fêté avec faste par la population nyonsaise.

## En savoir plus